# Valérie Expert
Pour les articles homonymes, voir Expert (homonymie).
Valérie Expert, née le 2 avril 1963 à Paris, est une journaliste française de radio et de télévision qui travaille pour Sud Radio.

## Biographie
Durant sa jeunesse, elle a vécu plusieurs années, à Montréal, au Québec (Canada), avec ses parents Pierre et Geneviève Anglade. Son père enseignait le français dans une école secondaire, tandis que Valérie fréquentait le Collège Marie-de-France. À 18 ans, elle rentre en France avec sa famille, où le père de Valérie travaille dans l'édition.
De 1992 à 1995, elle fait ses débuts à la télévision aux côtés de Christine Bravo dans Frou-frou d'abord, puis dans Chéri, j’ai un truc à dire et J’ai un problème ; en 1995, elle devient chroniqueuse dans Combien ça coûte ? sur TF1 puis, l'année suivante, présentatrice de sa propre émission sur France 3, Parole d’Expert et jusqu'en 1999. En 2000, après avoir été correspondante et envoyée spéciale pour LCI, elle y animait du lundi au jeudi un magazine de la vie quotidienne, On en parle, remplacé depuis 2010 par Choisissez votre camp. La journaliste anime également un magazine littéraire Le Coup de cœur des libraires.
D'avril 2004 à mai 2016, elle présentait sur la chaîne Histoire, Vive le patrimoine, un magazine mensuel consacré aux musées et au patrimoine de la France et de l'Europe.
Chaque semaine, elle interviewe une personnalité (de cinéma, de télévision, du sport, etc.) pour le magazine de télévision Télé 7 jours, rubrique intitulée Questions d'Expert.
En septembre 2010, elle succède à François Busnel à la présentation de la chronique À livre ouvert tous les samedis sur France Info dans laquelle elle accueille des libraires qui livrent leurs coups de cœur (comme dans son émission sur LCI).
Elle participe à Toute la télé chante pour sidaction en 2014 sur France 2.
Après 16 ans passés dans le groupe TF1, elle est remerciée en mai 2016. Son départ brutal amène la CFTC à la soutenir, saluant « l'une des grandes figures historiques de la chaîne », et une « professionnelle reconnue qui, pendant 16 ans, a incarné l'identité de LCI ». Elle fait ses débuts sur Sud Radio pour présenter une quotidienne à partir du 5 septembre 2016.

## Vie privée
Elle est mariée au journaliste et écrivain Jacques Expert. Ils ont deux enfants.